# Somon Air
Somon Air è la prima compagnia aerea privata in Tagikistan, con sede a Dušanbe e con hub presso l'aeroporto Internazionale di Dušanbe.

## Storia
La compagnia aerea ha iniziato ad operare il 5 febbraio 2008 con voli regolari per Mosca. Somon Air serve anche come vettore ufficiale del Presidente della Repubblica del Tagikistan e di altri alti funzionari di stato. Sin dalla sua costituzione, Somon Air si è concentrata principalmente sul servizio passeggeri e sul trasporto verso l'Europa orientale e altre località. La maggior parte dei voli per destinazioni internazionali sono operati da Dushanbe.
Nel settembre 2017, Somon Air ha ottenuto l'adesione alla IATA e ha firmato accordi di interlinea con alcune delle principali compagnie aeree del Commonwealth of Independent States (CIS), Europa e Asia.
Nel luglio 2019, Somon Air ha aperto un centro di formazione aeronautica per presso la sua sede a Dushanbe.
Nel 2019, l'amministratore delegato di Somon Air Thomas W.Hallam II è diventato membro del Nominating Committee of International Air Transport Association (IATA).
Il 18 dicembre, Somon Air ha ricevuto il premio "Brand of the Year 2019" conferito dalla Repubblica del Tagikistan.

## Destinazioni
Al 2021, Somon Air opera voli di linea internazionali e nazionali tra Cina, Emirati Arabi Uniti, Germania, India, Kazakistan, Russia, Tagikistan, Turchia, Turkmenistan e Uzbekistan.

## Flotta

### Flotta attuale

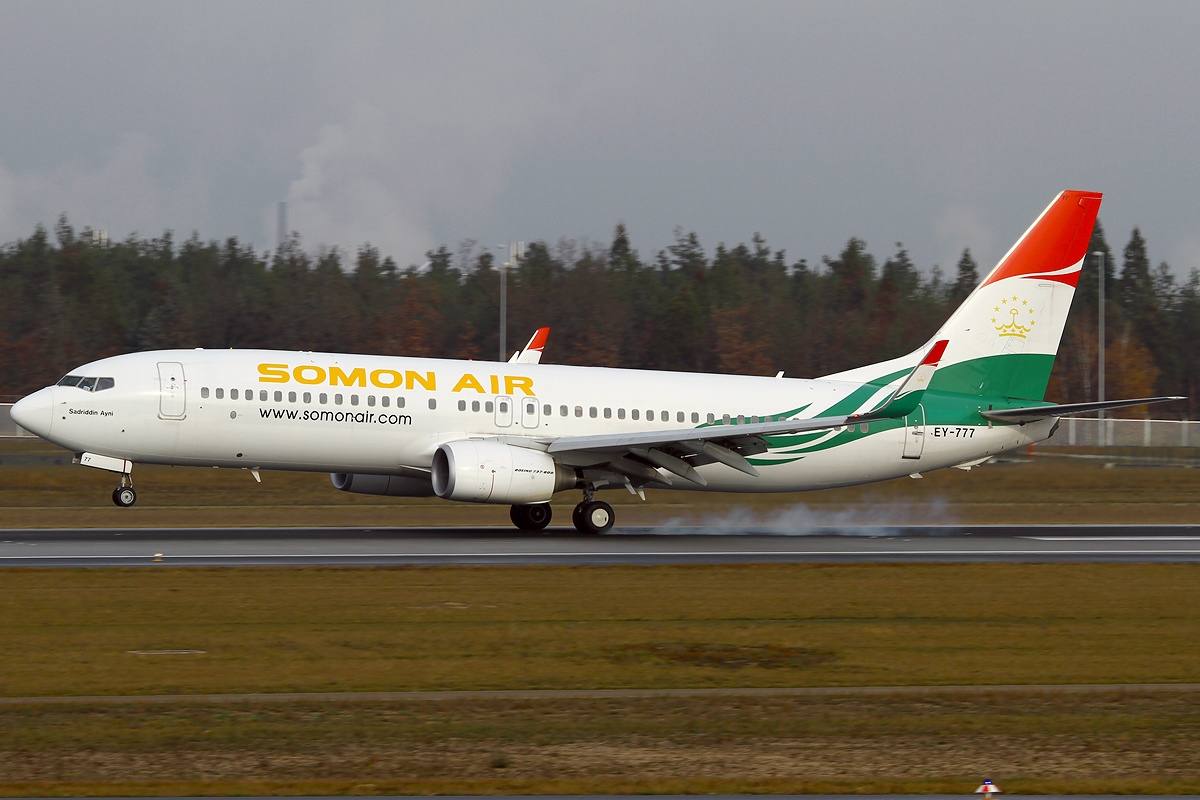
Un Boeing 737-800.

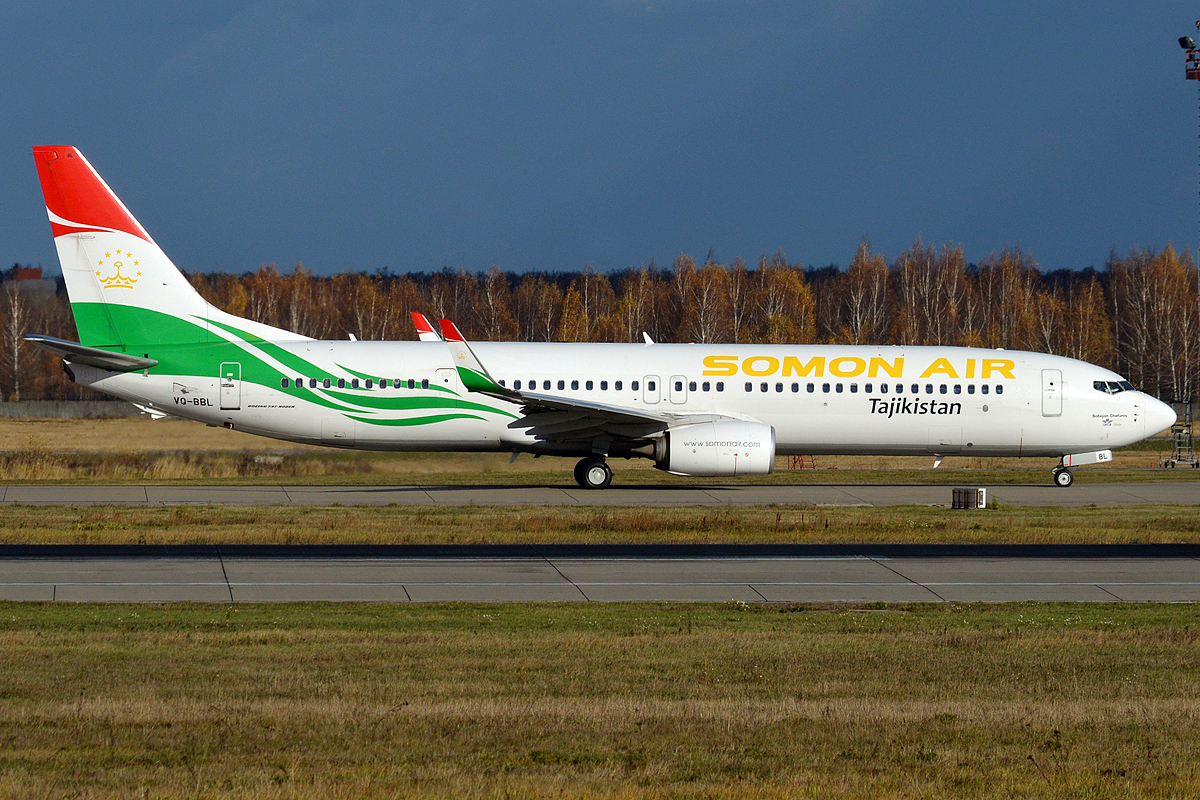
Un Boeing 737-900ER.

Ad ottobre 2024 la flotta di Somon Air è così composta:

### Flotta storica

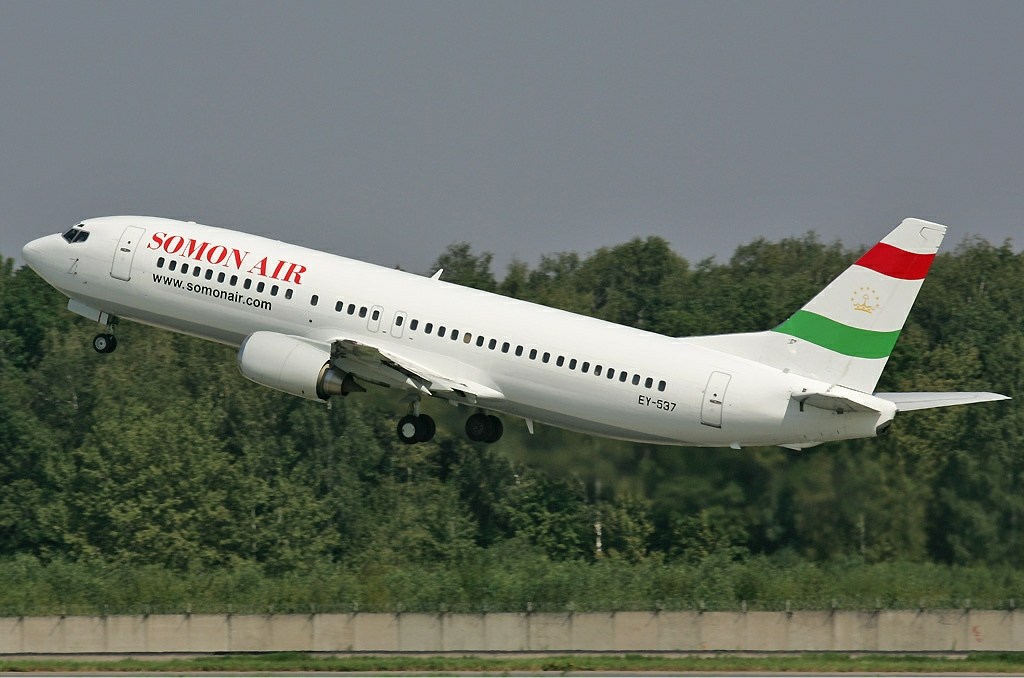
Un Boeing 737-400.

Nel corso degli anni, Somon Air ha operato con i seguenti aeromobili: